# Dorcadion ferruginipes
Dorcadion ferruginipes är en skalbaggsart som beskrevs av Ménétriés 1836. Dorcadion ferruginipes ingår i släktet Dorcadion och familjen långhorningar. Inga underarter finns listade i Catalogue of Life.